# Ministry of Higher Education (Malaysia)

Logo des Ministry of Higher Education

Das Ministry of Higher Education (MOHE) oder Kementerian Pengajian Tinggi Malaysia (deutsch: „Ministerium für Höhere Bildung“) war ein Ministerium des Staates Malaysia. Seine Aufgaben lagen in der Bildungspolitik und insbesondere der Beaufsichtigung des Hochschulbetriebs.
Nach den Wahlen zum malaysischen Parlament wurde das Ministerium mit dem ehemaligen Ministerium für Erziehung zum neuen Ministerium für Erziehung und Höhere Bildung (Education & Higher Learning Ministry; malaiisch Kementerian Pelajaran dan Pengajian Tinggi) zusammengeführt. Auf Vorschlag des Ministers wurde der Name für das gemeinsame Ministerium kurze Zeit später jedoch in "Bildungsministerium" (Ministry of Education bzw. Kementerian Pendidikan) umbenannt.
Das Ministerium für Höhere Bildung wurde hinsichtlich seiner Aufgaben und seiner personellen Besetzung vollständig in das neue Ministry of Education integriert. Es hatte seinen Sitz im Verwaltungszentrum Putrajaya südlich der Hauptstadt Kuala Lumpur.

## Geschichte
Das Ministry of Higher Education wurde am 27. März 2004 gegründet. Noch vor der Unabhängigkeit der Föderation Malaya war am 27. Juli 1955 im ersten Kabinett von Premierminister Tunku Abdul Rahman ein Ministry of Education eingerichtet worden, das mit Tun Razak besetzt wurde. Dieses Ministerium (Kementerian Pendidikan Malaysia, deutsch: Bildungsministerium) war umfassend für alles zuständig, was mit Bildung zu tun hatte. Erst im Jahr 2004 wurden die Belange der tertiären Bildung abgetrennt und in das neugeschaffene Ministry for Higher Education ausgelagert.
Bei der Kabinettsneubildung nach den Parlamentswahlen zum 13. malaysischen Parlament am 5. Mai 2013 wurden das Bildungsministerium und Ministerium für Höhere Bildung zum neuen Ministerium für Erziehung und Höhere Bildung (Education & Higher Learning Ministry) zusammengeführt.

## Aufgaben
Das Aufgabenspektrum umfasste alle Aspekte der tertiären Bildung hinsichtlich der Universitäten, Polytechnischen Hochschulen und Colleges die in öffentlicher oder privater Trägerschaft stehen. Das Ministerium war in drei Hauptabteilungen gegliedert, die jeweils einem speziellen Aspekt tertiärer Bildung zugeordnet waren:
- Department of Higher Education (DHE) – zuständig für die Universitäten und das Malaysian Student Department[Anm. 1]
- Department of Polytechnic Education (DPE) – zuständig für die Polytechnischen Hochschulen[Anm. 2]
- Department of Community College Education (DCCE) – zuständig für die Colleges[Anm. 3]

Zur Wahrnehmung seiner Aufgaben unterstanden dem Ministerium eine Reihe von Institutionen und Einrichtungen, so zum Beispiel:

### Malaysian Qualifications Agency
Die Malaysian Qualifications Agency (MQA) geht auf einen Zusammenschluss des früheren National Accreditation Board (LAN) mit der Qualitätssicherungsabteilung (QAD) des MOHE am 1. November 2007 zurück. Ihre Aufgabe besteht in der Qualitätssicherung der Bildungsangebote im tertiären Bereich. Rechtsgrundlage ist der Qualifications Agency Act 2007.

### National Higher Education Fund Corporation
Die National Higher Education Fund Corporation, besser bekannt unter Perbadanan Tabung Pendidikan Tinggi Nasional (PTPTN), wurde 1997 auf Basis des National Higher Education Fund Corporation Act 1997 gegründet. Ihre Aufgabe ist es, einkommensschwache Studenten bei der Finanzierung ihres Studiums durch die Vergabe von Krediten zu unterstützen. Die Institution nimmt dadurch eine ähnliche Funktion wahr wie die Bereitstellung von Studienhilfen im Rahmen des BAföG.

### Tunku Abdul Rahman Foundation
Die Stiftung (mal. Yayasan Tunku Abdul Rahman) gewährt Stipendien für Studenten mit herausragenden Leistungen und studentischen Führungseigenschaften.

## Minister
Zuständiger Minister war vom 18. März 2008 bis zur Auflösung des Parlaments am 3. April 2013 Mohamed Khaled Nordin.